# Ноэль-Бейкер, Филип
Фи́лип Но́эль-Бе́йкер, барон Но́эль-Бе́йкер (англ. Philip Noel-Baker, Baron Noel-Baker; 1 ноября 1889 — 8 октября 1982) — британский политик, дипломат, учёный, легкоатлет и борец за разоружение. Лауреат Нобелевской премии мира 1959 года. По вероисповеданию был квакером.
На Олимпиаде-1920 был знаменоносцем сборной и завоевал серебряную медаль в беге на 1500 метров. Бейкер — единственный в истории олимпийский медалист, удостоенный Нобелевской премии.
Он был лейбористским членом парламента (Великобритания) в течение 36 лет, работая с 1929 по 1931 и с 1936 по 1970 год, занимая несколько министерских постов и работая в кабинете министров. В 1977 году стал пожизненным пэром.

## Биография
Бейкер родился в Брондсбери-парке, Лондон, шестым из семи детей канадского квакера Джозефа Аллена Бейкера и шотландки Элизабет Балмер Москрип. Его отец переехал в Англию в 1876 году, чтобы основать производственный бизнес, и был прогрессивным членом Лондонского окружного Совета с 1895 по 1906 год и либеральным членом Палаты общин от Восточного Финсбери с 1905 по 1918 год.
Бейкер получил среднее образование в Эквортской школе, Бут-скул, а затем в США в ассоциированном с квакерами Хаверфордском колледже в Пенсильвании.
С 1908 по 1912 год он учился в Королевском колледже Кембриджа. Помимо того, что он был отличным студентом, получив второе место на трайпосе по истории и первое место по экономике, он был президентом Общества Кембриджского Союза в 1912 году и президентом спортивного клуба Кембриджского университета с 1910 по 1912 год. Занимался бегом, участвовал в трёх олимпийских играх. На Олимпиаде 1920 года в Антверпене был знаменосцем сборной Великобритании и завоевал серебряную медаль.
Во время Первой мировой войны организовал и возглавил полевые госпитали на фронте.
После Первой мировой войны Ноэль-Бейкер принимал активное участие в формировании Лиги Наций, работая помощником лорда Роберта Сесила, а затем помощником сэра Эрика Драммонда, первого генерального секретаря лиги. До 1922 года сотрудничал с Фритьофом Нансеном. 
Являлся профессором международных отношений в Лондонском университете с 1924 по 1929 год, был лектором в Йельском университете с 1933 по 1934 год.
Много лет был членом Палаты Общин. Его электоральная карьера в Лейбористской партии началась в 1924 году, когда он впервые безуспешно участвовал в выборах. С 1937 года входил в руководство Лейбористской партии; в 1946—1947 годах был её председателем.
Он был избран в качестве члена парламента от Ковентри в 1929 году и служил в качестве личного парламентского секретаря министра иностранных дел Артура Хендерсона. Ноэль-Бейкер потерял свое место в 1931 году, но остался помощником Хендерсона, ставшего президентом Женевской конференции по разоружению с 1932 по 1933 год. Он снова баллотировался в парламент Ковентри в 1935 году, но безуспешно. В июле 1936 года он выиграл дополнительные выборы в Дерби. Когда в 1950 году этот округ был разделен, он перешел в Дерби Саут.
Ноэль-Бейкер стал членом Национального исполнительного комитета Лейбористской партии в 1937 году. 21 июня 1938 года Ноэль-Бейкер, будучи депутатом от Дерби в преддверии Второй мировой войны, выступил в Палате общин против воздушных бомбардировок Германии по моральным соображениям.
Являлся министром без портфеля в правительстве 1945 года. Затем занимал должности государственного министра  иностранных дел (1945–1946), госсекретаря по военно-воздушным силам (1946–1947), госсекретаря по делам Британского Содружества (1947–1950) и министра топлива и энергетики (1950–1951). В 1945–1946 он участвовал в разработке основных принципов деятельности ООН и в разработке Устава ООН. Отвечал в правительстве за проведение Летних Олимпийских игр 1948 года. Активно выступал против ядерного оружия, милитаризма. В 1958 году опубликовал книгу «Гонка вооружений: программа всеобщего разоружения».
Стоял у истоков создания организации «Международная Амнистия».